# 前脳
前脳（ぜんのう）とは脊椎動物の脳の最吻側に位置する領域。前脳・中脳・菱脳で発生初期の中枢神経系の三大領域を成す。前脳は体温、生殖機能、食事、睡眠、あらゆる感情の表現を司る。
脳が五つの領域に分かれる段階に至ると、前脳は間脳(腹側視床、視床、視床下部、視床腹部、視床上部、視蓋前域)と終脳(俗にいう大脳だが、解剖学では大脳とは終脳と間脳を合わせた領域を指す)とに分かれる。終脳は皮質、その下の白質、そして基底核よりなる。
前脳は受精後5週間以内に胎児前部の独立した領域として視認できるようになる。8週目には、前脳は左右の大脳半球に分かれる。
発生中に前脳が二葉の脳を分け損ねると、全前脳欠損症という障害に陥る。

## 他の画像

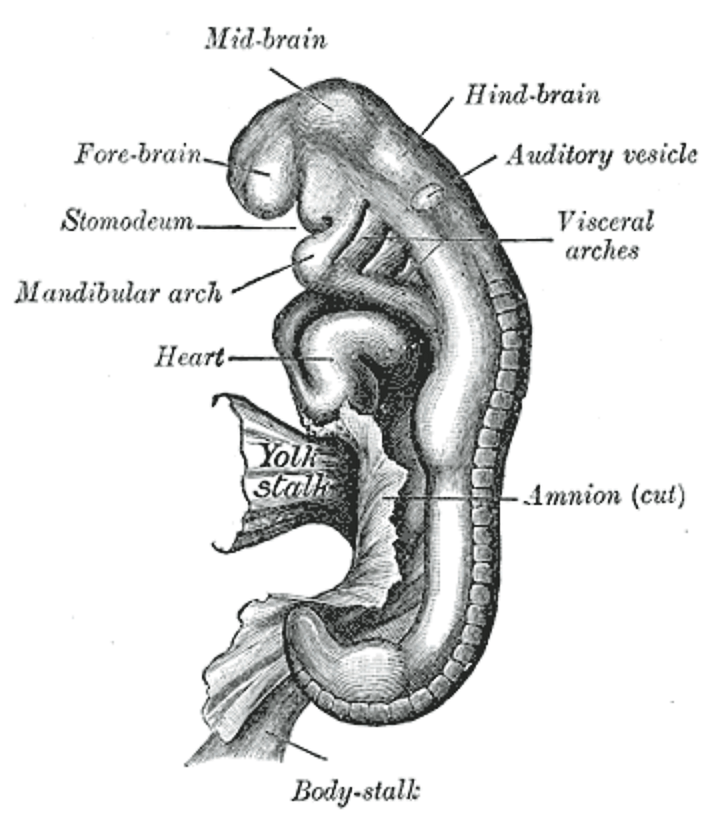
18-21週の胚
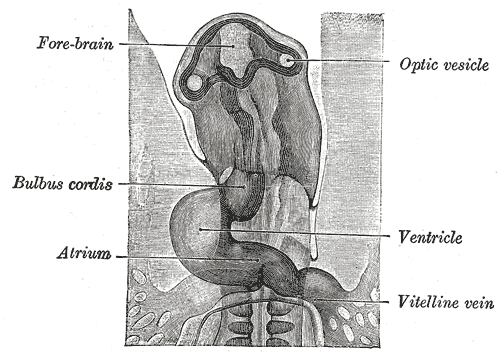
孵卵器に入れて28時間後のニワトリ胚頭部、腹面から見た図、26倍